# Guilty Gear X2
Guilty Gear X2, appelé Guilty Gear XX (ギルティギア イグゼクス, Giruti Gia Iguzekusu) au Japon est un jeu vidéo de combat développé par Arc System Works, édité par Sammy Studios et publié par Bigben Interactive, sorti en 2002-2003 sur système d'arcade puis sur PlayStation 2.
Il est la suite de Guilty Gear X

## Trame
Quelque temps après la défaite de Dizzy, la Post-War Administration affiche le désir de faire assassiner tous les Gears. Pour ce faire, cette organisation a créé plusieurs clones des Gears. En réponse à cela, I-No décide d'éradiquer les menaces envers "That Man", le créateur des Gears.

## Système de jeu
Le système de combat est composé de 4 attaques: Le coup de poing, le coup de pied, la tranche et la tranche lourde. Les combats se déroulent donc en deux manches, où il faudra vider la jauge de vie de l'adversaire. Il est possible d'effectuer des combos, des provocations et des contre-attaques.
Le jeu comporte une jauge de tension, se remplissant lorsque le joueur avance où frappe l'adversaire. Cependant, elle diminuera lorsque le joueur recule, reste immobile ou engage des mouvements défensifs. Quand la jauge est à moitié chargée, le joueur peut entrer en "Super Mode". quand il atteint ce stade, il peut effectuer de nouveaux mouvements:
- Les Attaques Overdrive, plus puissantes que les mouvements de base
- Le Roman Cancel, qui permet au joueur l'ayant utilisé d'annuler son attaque, puis de réaliser de nouveaux enchaînements.
- Le Faultless Defense, qui est une contre-attaque
- L'Instant Kill, qui mettra KO l'adversaire, quel que soit le niveau de sa jauge de santé.

La nouveauté de ce système de combat est la jauge de rupture, qui se remplit au fur et à mesure des coups donnés. Une fois remplie, le joueur peut déclencher une Psyche Burst, qui brisera les enchaînements de l'adversaire. Si ce dernier est touché, la jauge de tension se remplira au maximum.
Guilty Gear X2 offre plusieurs modes de jeu:
- Le mode Arcade, qui confronte le joueur à des adversaires, puis à un boss.
- Le mode Versus qui permet d'affronter un autre joueur.
- Le mode Survie, où il faudra lutter contre les ennemis, jusqu'à ce que défaite s'ensuive.
- Le mode Medal of Millionaires, une variation du mode survie, qui octroie des médailles à chaque enchaînement effectué.
- Le mode Missions, qui propose 50 combats où il faudra lutter avec ou contre un handicap.
- Le mode Histoire, où il faudra défaire les adversaires tout en suivant la narration, la trame narrative dépendant de la performance du joueur dans les combats.
- Le mode Galerie, qui propose des artworks du jeu et des cinématiques.

## Bande-son
Daisuke Ishiwatari est connu pour sa passion envers le groupe Queen. C'est un fan de heavy metal et de rock et il est reconnu pour ses compositions notamment sur cette saga de jeu video. Les personnages ont d'ailleurs tous un rapport avec un groupe de metal ou de rock connu., que ce soit dans leurs noms, leurs capacités, leurs coups ou tout simplement leurs animations. Ainsi, le personnage d'Axl est une référence à Axl Rose, chanteur du groupe Guns N' Roses et Ky Kiske est un savamment mélange entre Kai Hansen et Mickael Kiske, les fondateurs du groupe Helloween.

## Accueil
- Jeux vidéo Magazine : 16/20[5]

## Versions
- Guilty Gear X2 #Reload, sorti sur système d'arcade, puis porté sur PlayStation 2, Xbox, Windows et PlayStation Portable. Il corrige quelques bugs de la version d'origine et la rééquilibre, rajoute 50 niveaux pour le mode missions, et 500 niveaux pour le mode survie.
- Guilty Gear XX Slash, sorti sur système d'arcade et PlayStation 2 uniquement au Japon. Il rééquilibre la version d'origine, change les propriétés de certains coups et agrandis le casting de deux personnages.
- Guilty Gear XX Accent Core, sorti sur Système d'arcade, PlayStation 2 et Wii. En plus du rééquilibrage, cette version propose de nouveaux mouvements: le Force Break (attaque plus puissante que celles de base) et le Slash Back (qui permet de parer une attaque, et de réduire le temps d'étourdissement). Le mode Histoire à cependant été supprimé.
- Guilty Gear XX Accent Core Plus, sorti sur PlayStation 2, PlayStation Portable, Wii, PlayStation Network et Xbox Live Arcade. Il propose une refonte du mode Mission et du mode Survie. La galerie se voit aussi enrichir de nouveaux artworks. le mode Histoire fait aussi son retour, couvrant cette fois-ci les évènements se situant après Guilty Gear X2.
- Guilty Gear XX Accent Core Plus R, sorti sur système d'arcade, PlayStation 3, Xbox 360, Nintendo Switch, PlayStation Vita et Windows. Le jeu a été entièrement rééquilibré.